# Terra (singel)
Terra – singel Justyny Steczkowskiej, który zapowiadał płytę Anima. Prapremiera odbyła się 20 kwietnia 2014 w radiowej Trójce w audycji Artura Orzecha „Zaraz wracam”. Został wydany do promocji radiowej 28 kwietnia 2014 (ponownie 28 lipca 2014) oraz ponownie 13 października 2014. Przedtem ukazał się w formie cyfrowej do ściągnięcia z premierą 22 kwietnia 2014 na platformie itunes. Artystka również samodzielnie wydała wersję singla (w tym z autografem) do sprzedaży. Piosenka otwiera płytę Anima. Steczkowska we współpracy z Bipolar Bears skomponowała muzykę, natomiast tekst jest autorstwa Katarzyny Nosowskiej. Gościnnie na bębnach zagrał Tomasz Nosal.

## Lista utworów
1. „Terra” (Radio Edit)
2. „Terra” (Instrumental)

## Notowania
- Lista przebojów RagaTop (Olsztyn): 17[2]
- Lista Przebojów portalu E-migrant (Beneluks): 30[3]

## Teledysk
Premiera teledysku miała miejsce 29 listopada 2014 roku, zdjęcia do klipu zrealizowano w Koszarawie Bystrej.

## Twórcy
- Justyna Steczkowska – kompozycja, wokal
- słowa – Katarzyna Nosowska
- orkiestra kameralna Silesian Art Collective pod batutą Mateusza Walacha
- Misza Hairulin – aranżacja orkiestry
- Piotr Witkowski – realizacja nagrań
- Bipolar Bears – produkcja muzyczna
- Tomasz Nosal – bębny
- okładka singla: pomysł – Michał Pańszczyk, rysunek Pawła Jana Nowaka